# William Wickham
William Wickham (Wykeham) (1539 - 11 de junio de 1595) fue un obispo inglés.

## Vida
Fue educado en Eton College y Colegio del Rey, Cambridge, donde fue becario en 1559, y MA 1564. Fue becario de Eton en 1568, y vicerrector allí alrededor de c. 1570. Fue capellán real, antes de 1574, y debía su carrera en gran parte a la influencia de Lord Burghley.
Tras la celebración de canonjías sucesivas en la Abadía de Westminster (1570-1571) y la Capilla de San Jorge, Windsor (1571-1584), se convirtió en obispo de Lincoln en 1584, y predicó en el funeral de María, reina de Escocia, en 2 de agosto de 1587 en Peterborough . Su oración por ella lo llevó a ser atacado por Martin Marprelate.
Se convirtió en obispo de Winchester en 1595. Murió en Southwark en Winchester Palace, y fue enterrado en Santa María Overies. [2] William Wickham, miembro del Parlamento de Petersfield era su descendiente.